# Qahhor Mahkamov
Qahhor Mahkamov (en tadjik : Қаҳҳор Маҳкамов aussi écrit Kahar Mahkamov), né le 16 avril 1932 à Khodjent en république socialiste soviétique du Tadjikistan et mort le 8 juin 2016, est un homme politique tadjik qui fut le secrétaire général du Parti communiste du Tadjikistan et le premier président du Tadjikistan.

## Jeunesse et carrière
Mahkamov est né dans une famille ouvrière de la ville de Khodjent le 16 avril 1932. Il est diplômé de la Technicom industriel de Douchanbé en 1950 et ingénieur de l’Institut des mines de Léningrad en 1953. Il travaille ensuite comme professeur, ingénieur en chef et directeur d'une mine à Isfara. En 1957, il devient membre du parti communiste de l'Union soviétique et monte rapidement les échelons du parti communiste du Tadjikistan, prenant la tête du prestigieux Comité des représentants des travailleurs de Leninabad. En 1963, Mahkamov est nommé au Comité central du parti communiste du Tadjikistan et depuis 1963 et jusqu'en 1982 il est à la tête de la planification économique et, à partir de 1965, il est le vice-président du Cabinet des ministres du Tadjikistan, une des positions les plus puissantes de la république socialiste soviétique. Mahkamov devient président du Cabinet des ministres du Tadjikistan en 1982,.

## Dirigeant du Tadjikistan
En 1985, Rahmon Nabiev est chassé par un scandale de corruption de son poste de secrétaire général du parti communiste du Tadjikistan et Mahkamov est choisi pour lui succéder. En 1986, Mahkamov est élu au comité central du PCUS. Sous Mahkamov, la république vit l'une de ses périodes les plus turbulentes. Son arrivée au sommet du pouvoir correspond à celle de Mikhaïl Gorbatchev et l'arrivée de la Perestroïka et de la Glasnost. Le Tadjikistan voit une montée du nationalisme durant la période de Mahkamov, qui voit son apogée avec l'adoption en 1989 de la « loi sur le langage » qui désigne le tadjik comme la langue officielle de la république. Cette loi provoque de la peur dans une partie de la population et une émigration de la population qui ne provient pas de l'Asie centrale, particulièrement chez les populations russe, juive, arménienne et allemande,.
La plus grande menace au pouvoir de Mahkamov vient en février 1990 alors que les émeutes de Douchanbé de 1990 ont lieu dans la capitale. De jeunes Tadjiks s'attaquent à des personnes qui ne sont pas d'ethnie tadjik dans les rues de Douchanbé, et s'affrontent ensuite à la police et à l'armée, donnant lieu à des dizaines de victimes. Mahkamov entreprend une offensive contre le fondamentalisme islamiste et un couvre-feu est mis en place. Il est le président du conseil du Soviet suprême du 12 avril au 30 novembre 1990. Dans le cadre des réformes politiques de Gorbatchev, le Soviet suprême du Tadjikistan nomme Mahkamov le premier président du Tadjikistan le 30 novembre 1990. Mahkamov perd son pouvoir en août 1991 alors qu'il soutient le putsch de Moscou. Des manifestants prennent alors la rue et demandent la démission de Mahkamov et le 31 août 1991, il abandonne ses postes de président et de premier secrétaire. Mahkamov prend alors sa retraite de la vie politique et ne joue qu'un rôle d'observateur durant l'instabilité politique qui s'ensuit et lors de la Guerre civile tadjike.
En 2000, Mahkamov est nommé comme membre à vie de l'Assemblée nationale par ordre du président Emomalii Rahmon,.